# Kościół Miłosierdzia Bożego i św. Faustyny Kowalskiej w Toruniu
Kościół Miłosierdzia Bożego i św. Faustyny Kowalskiej w Toruniu – kościół rzymskokatolicki w jurysdykcji Parafii Miłosierdzia Bożego i św. Faustyny Kowalskiej, położony przy ul. św. Faustyny 7 w Toruniu.

## Historia
Prace nad budową kościoła rozpoczęły się na pocz. lat 90. XX wieku. Wcześniej nabożeństwa odbywały się w kaplicy, poświęconej 8 grudnia 1990 roku. 13 lipca 1992 roku parafia otrzymała zgodę na budowę nowego kościoła. Autorami projektu nowej świątyni byli inż. Jerzy Tusiacki, Henryk Pawłowski, Stanisław Mikłaszewski (konstrukcja). 10 kwietnia 1994 roku poświęcono kamień węgielny pod budowę kościoła. Pierwsze nabożeństwo (odprawione przez biskupa Jana Chrapka) odbyło się o północy 24 grudnia 1997 roku, w nieukończonym kościele. W 1998 roku wybudowano wieżę i konstrukcję dachu kościoła. W 2001 roku ukończono dach oraz zamontowano podgrzewaną posadzkę i nowe witraże. 15 września 2003 roku w ołtarzu umieszczono obraz Jezusa Miłosiernego, poświęcony 9 marca 2002 roku przez Jana Pawła II. Tego samego dnia kościół ogłoszono świątynią Diecezjalnego Sanktuarium Miłosierdzia Bożego. Konsekracja kościoła odbyła się 10 października 2004 roku.